# Hellas ter Riet
Hellas ter Riet (21 jun 1968) is een tennisspeelster uit Nederland.
In 1986 speelde zij acht partijen voor Nederland op de Fed Cup – zij won haar vier enkelspelpartijen (waaronder die tegen Natallja Zverava in de ontmoeting met de Sovjet-Unie) en twee van de vier dubbelspelpartijen. Het jaar daarop speelde zij haar eerste grandslampartijen op Roland Garros, zowel in het enkelspel als in het dubbelspel. Haar beste resultaat op de grandslamtoernooien is het bereiken van de derde ronde op het gemengd dubbelspel van Wimbledon 1991, samen met landgenoot Mark Koevermans.
In 1997 huwde zij met tennisser Jacco Eltingh, en samen kregen zij drie zonen.

## Posities op deWTA-ranglijst
Positie per einde seizoen:
| jaar | rang enkelspel | rang dubbelspel |
| ---- | -------------- | --------------- |
| 1985 | 274            | 223             |
| 1986 | 138            | 185             |
| 1987 | 145            | 255             |
| 1988 | 217            | 170             |
| 1989 | 190            | 216             |
| 1990 | 170            | 142             |
| 1991 | 362            | 123             |
| 1992 | 923            | 304             |

## Resultaten grandslamtoernooien
| Legenda | Legenda                          |
| ------- | -------------------------------- |
| g.t.    | geen toernooi gehouden           |
| l.c.    | lagere categorie                 |
| –       | niet deelgenomen                 |
| G       | uitgeschakeld in de groepsfase   |
| 1R      | uitgeschakeld in de eerste ronde |
| 2R      | uitgeschakeld in de tweede ronde |
| 3R      | uitgeschakeld in de derde ronde  |
| 4R      | uitgeschakeld in de vierde ronde |
| KF      | uitgeschakeld in de kwartfinale  |
| HF      | uitgeschakeld in de halve finale |
| F       | de finale verloren               |
| W       | het toernooi gewonnen            |
| w-v     | winst/verlies-balans             |

### Enkelspel
| toernooi        | 1987 | 1988 | 1989 |
| --------------- | ---- | ---- | ---- |
| Australian Open | –    | 2R   | 1R   |
| Roland Garros   | 1R   | 2R   | –    |
| Wimbledon       | –    | –    | –    |
| US Open         | –    | –    | –    |

### Vrouwendubbelspel
| toernooi        | 1987 | 1988 | 1989 | 1990 | 1991 |
| --------------- | ---- | ---- | ---- | ---- | ---- |
| Australian Open | –    | 2R   | 1R   | –    | –    |
| Roland Garros   | 1R   | –    | –    | 1R   | 1R   |
| Wimbledon       | –    | –    | –    | 1R   | 1R   |
| US Open         | –    | –    | –    | 1R   | –    |

### Gemengd dubbelspel
| toernooi        | 1990 | 1991 |
| --------------- | ---- | ---- |
| Australian Open | –    | –    |
| Roland Garros   | 1R   | –    |
| Wimbledon       | 2R   | 3R   |
| US Open         | –    | –    |